# Zaafrane
Zaafrane è un comune dell'Algeria, situato nella provincia di Djelfa.